# Таганрог
Таганро́г або Таганріг (рос. Таганрог; у 1775—1784 роках — Тро́їцьк) — місто обласного підпорядкування в Ростовській області Російської Федерації, порт на північно-східному березі Таганрозької затоки Азовського моря. Входить до складу українського етнокультурного краю Донщини. Населення — 254,8 тис. мешканців (2013).

## Походження назви міста
За поширеною серед науковців думкою, назва Таганрога складається з двох слів — тюркського «таган» і слов'янського «ріг». Словом «ріг» наші предки споконвіку називали морський чи річковий мис, виступ суходолу в сторону води. В Україні існує місто Кривий Ріг, яке розміщене на злитті річок Інгулець і Саксагань. На морському мисі побудоване і місто Таганрог, там, де за твердженням істориків, колись був старовинний маяк із вогняною жаровнею («таган»).
До 1924 року, під час перебування міста у складі УСРР, згідно з нормами тогочасного правопису, його назва писалася українською «Таганріг».

## Археологія
Археологічні дослідження встановили, що на місці нинішнього Таганрога в VII—VI ст. до нашої ери існувало грецьке поселення, в даний час повністю зруйноване морем. Воно вивчене лише за уламками кераміки, які і зараз можна знайти на березі Азовського моря. Існує гіпотеза, що це поселення мало назву Кремни (грец. Κρημνοὶ), яка згадується в античних авторів. Поселення було засноване в другій половині VII ст. до н. е. і зруйноване у другій половині VI ст. до н. е., ймовірно, внаслідок набігів кочових скіфів.

## Історія
Вважається, що саме тут знаходилась одна з перших азовських давньогрецьких колоній — Кремніски.
В добу активної колонізації італійцями басейну Чорного моря, приблизно в XIII столітті, тут побудоване місто-порт Порто-Пізано.

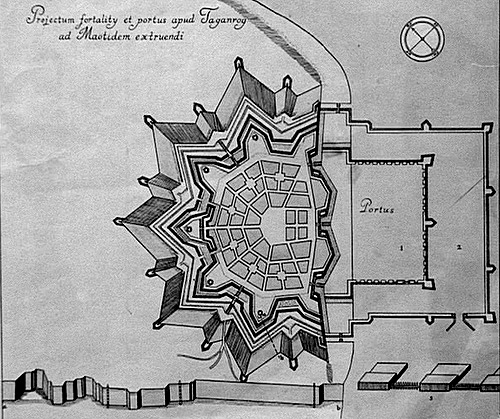
План фортеці Таганрог і захищеної гавані, 1698

За Петра І — фортеця і база Азовського військово-морського флоту.
У 1711 увійшов до складу Запоріжжя, що було на той час автономією Османської імперії.[джерело?]
У 1712 зруйнований османами.
У 1734 після відродження Нової Січі, Таганрог було включено до складу Кальміуської паланки й опинився у межах нової, найсхіднішої Яланецької паланки.
У 1746 переданий до Землі війська Донського.[джерело?]
У 1774 за Кучук-Кайнарджійським мирним договором увійшов остаточно до складу Російської імперії. Після заснування Севастополя втратив значення військово-морської бази, натомість розвинувся на великий зовнішньо-торговельний порт (головним чином, вивіз пшениці).
Із 1802 — центр Таганрізького градоначальництва, що входило до складу української Катеринославської губернії (до 1887 року); економічний характер міста — торговельно-промисловий, з кінця 19 століття осередок металургійних, машинобудівних та інших заводів, на яких у 1900-х роках працювало близько 6000 робітників. 1871 року у Таганрозі засновано один із найбільших банків Російської імперії — Азовсько-донський банк. У 1887—1920 — центр Таганрізького округу Області Війська Донського, З 1920—1925 рр. місто Таганрог входив до складу Донецької губернії УСРР. 1923 року він став центром Таганрізької округи тої ж губернії.
Як центр заселеної українцями округи Таганрог був деяким осередком українського життя: у 1905—1915 тут діяла українська громада (За переписом 1926 українці в Таганрозі становили 34,6 % всього населення, а в усьому окрузі — 71,5 %; росіяни — 55,2 % і 21,9 % відповідно). У 1920—1924 Таганріг входив з усією округою до складу Української СРР, у 1924 від неї відокремлений і приєднаний до Російської СФРР; з 1937 — у складі Ростовської області, де надалі більшість жителів міста зросійщено.

## Промисловість
Таганрог — важливий індустріальний центр. Заводи: металургійний, котельний, комбайнів, судноремонтний, ковальсько-пресового й електротермічного устаткування тощо; харчова, легка (зокрема шкіряно-взуттєва), будівельних матеріалів. Також Таганрозька кондитерська фабрика.

## Освіта
Радіотехнічний і педагогічний університети, ряд технікумів.

## Культура

### Музеї, галереї

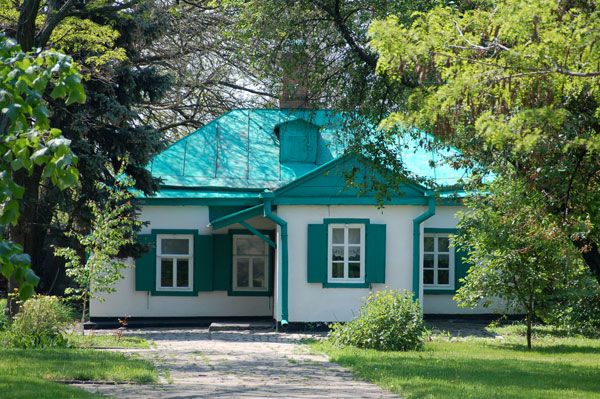
Будиночок Антона Чехова

- Історико-краєзнавчий музей (Палац Алфераки) — вул. Фрунзе, 41
- Музей Містобудування та побуту — вул. Фрунзе, 80 (1912, арх. Ф. О. Шехтель)
- Літературний музей Антона Чехова — вул. Жовтнева, 9
- Будиночок Антона Чехова — вул. Чехова, 69
- Музей «Лавка Чехових» — вул. Олександрівська, 100
- Таганрозький військово-історичний музей — вул. Лісова біржа, 20б
- Будинок-музей Івана Василенка — вул. Чехова, 88
- Будинок-музей А. А. Дурова — пров. А. Глушко, 44
- Музей-квартира Фаїни Раневської (Фельдман) — вул. Фрунзе, 10
- Таганрозький художній музей (картинна галерея) — вул. Олександрівська, 54
- Політехнічний музей ТТІ ПФУ — вул. Чехова, 22
- Галерея «Piter» — вул. Чехова, 2
- Публічна бібліотека ім. Чехова (виставковий зал) — вул. Петровська
- Будинок Чайковського — вул. Грецька, 56
- Таганрозький музей авіаційної техніки — вул. Ціолковського, 42
- Келія святого Павла Таганрозького — пров. Тургенєвській
- Музей ОМОНу
- Музей слави ліквідаторам ЧАЕС (відкритий 15.12.11 р.)
- Музей ТКЗ «Червоний казаняр» — вул. Леніна, 216

|                             |                                    |                                   |                                |
| Таганрозький художній музей | Внутрішній дворик Художнього музею | Лоджія у дворику Художнього музею | Музей Містобудування та побуту |

### Театри

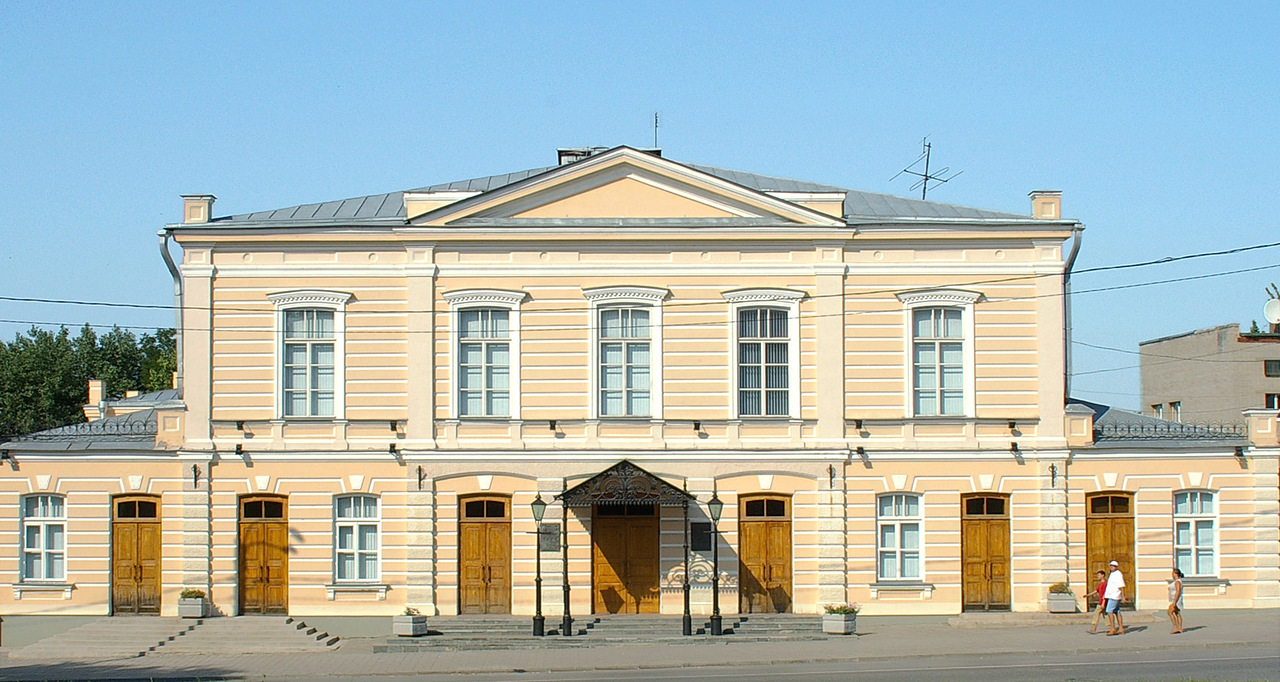
Театр імені А. П. Чехова

- Драматичний театр ім. Чехова — вул. Петровська, 90
- Молодіжний театр Н. Малигін — вул. Петровська, 89
- Театр «Сад» — вул. Петровська, 104

### Муніципальні музичні колективи
- Муніципальний камерний оркестр
- Муніципальний камерний хор «Лік»
- Таганрозький джаз-оркестр
- Муніципальний ансамбль народних інструментів «Диво»
- Муніципальний духовий оркестр

### Бібліотеки

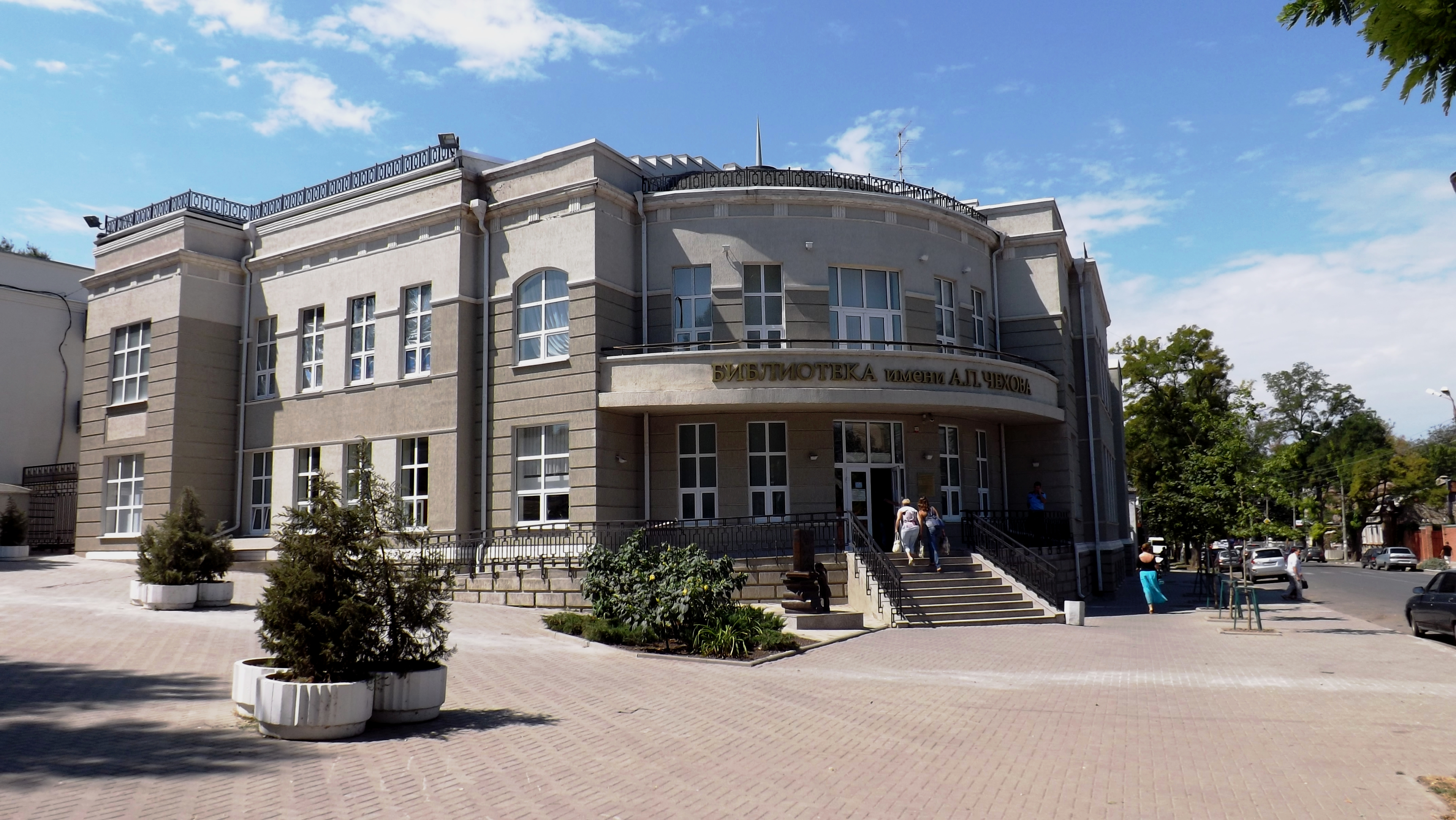
Бібліотека ім. А. П. Чехова

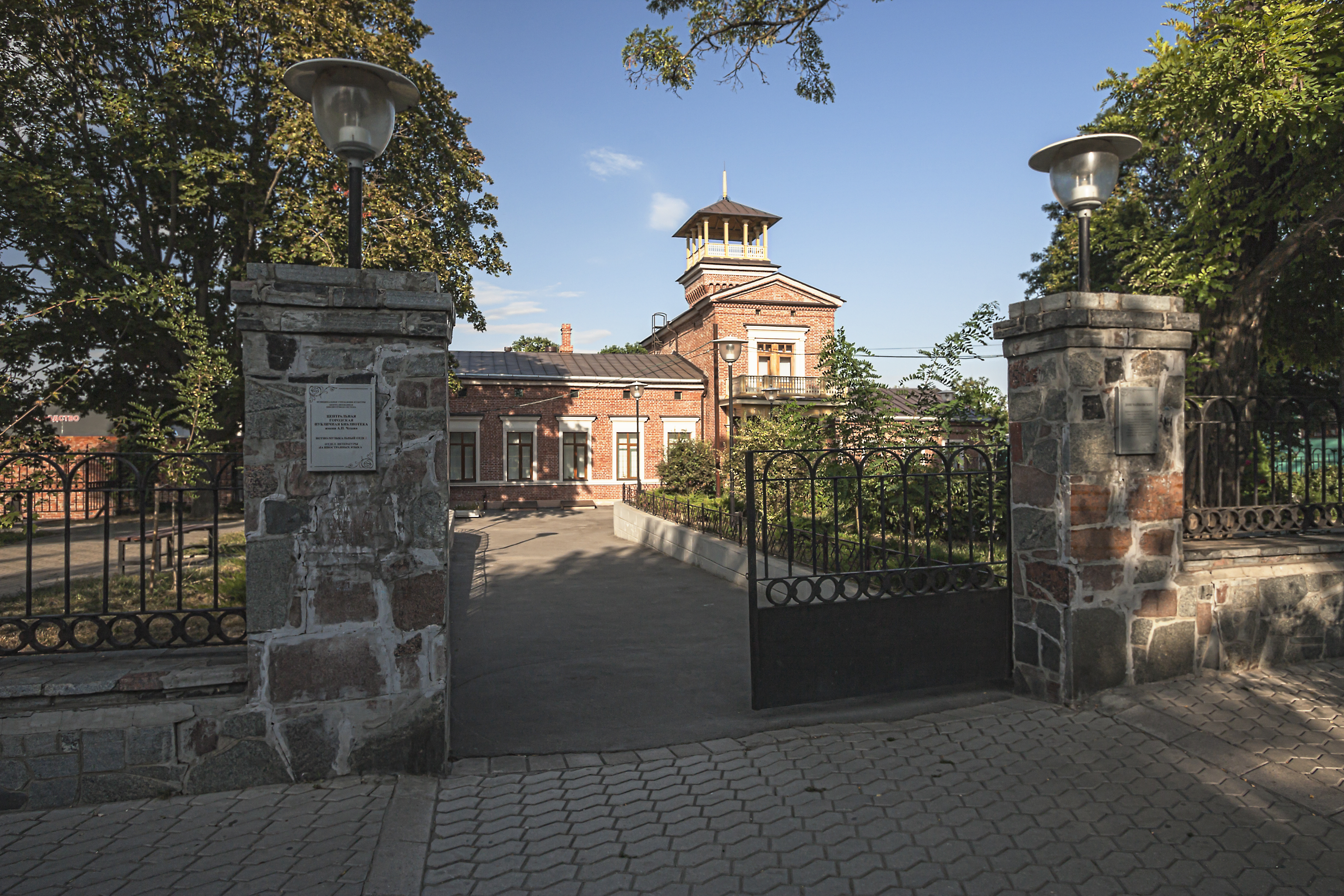
Дім І. Чайковського, нині в ньому розташовані нотно-музичний та іноземний відділи міської бібліотеки ім. А. П. Чехова

- Центральна міська публічна бібліотека ім. А. П. Чехова
- Центральна дитяча бібліотека імені О. М. Горького

### Палаци культури, спорту, концертні зали
- Таганрозький палац молоді — вул. Петровська, 107
- Молодіжний центр — вул. Петровська, 89
- Міський будинок культури — вул. Петровська, 104
- Концертний зал «Олімп» (КДК «Олімп») — вул. Заводська, 20/3
- Концертний зал Палацу Алфераки — вул. Фрунзе
- Концертний зал публічної бібліотеки ім. Чехова — вул. Грецька
- Палац культури «Фестивальний» (колишній ДК з-ду «Червоний Казаняр») — ул.ім. Леніна, 212
- Палац культури з-ду «Прибій» — вул. Велика Бульварна, 12-1
- Палац культури СКЦ «Приморський» (колишній ДК ім. Г. Димитрова)
- Клуб № 1 ТТІ ПФУ — вул. Чехова, 22б
- Палац спорту «Прибій» — вул. Б.Бульварная, 13
- Палац спорту «Червоний казаняр» — вул. Леніна, 216
- Палац спорту «Олімп» (Тагмет) — вул. Заводська, 20

## Церкви
- Католицький костел

### Кам'яні сходи
Кам'яні сходи — одна з визначних пам'яток Таганрога, сходи, що сполучають Грецьку вулицю з Пушкінською набережною. Протяжність — 108 м, ширина — 6,5 м. Автор проекту — архітектор Франц Боффо.
|                                                                                                 |                                                                   |                                                                                                |                                                                         |
| Старі кам'яні сходи, вид із Грецької вулиці в бік Таганрозької затоки і Пушкінської набережної. | Вид на Пушкінську набережну від верхньої частини кам'яних сходів. | Скульптурна композиція «Роман із контрабасом», присвячена однойменному чеховському оповіданню. | Яхти Таганрозької затоки Азовського моря. Вид з Пушкінської набережної. |

### Парки
- Парк ім. Горького
- Приморський парк
- Парк 300-річчя Таганрога

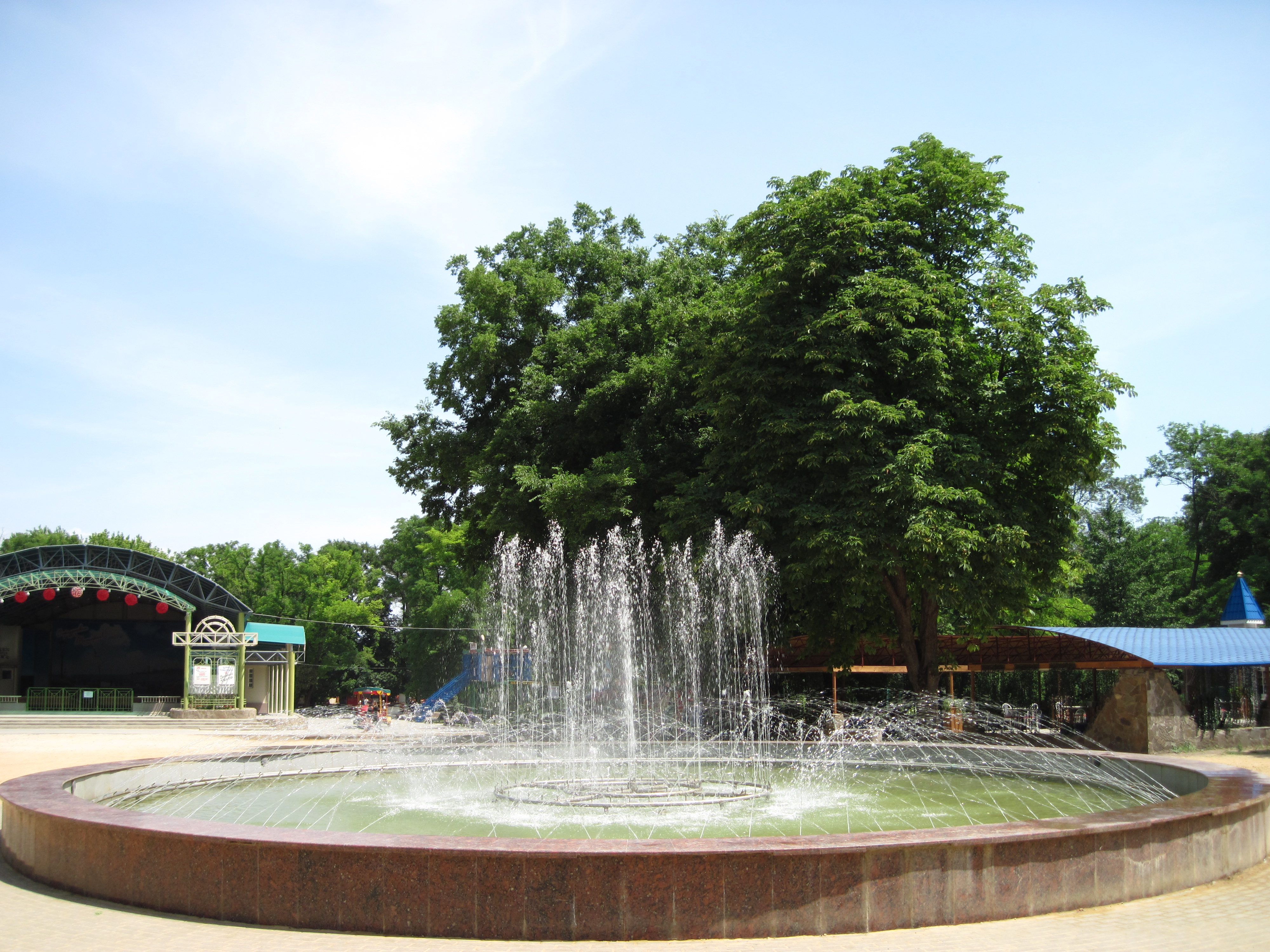
Фонтан у парку ім. Горького

- Історичний (комсомольський) сквер у Петра
- Сквер біля шлагбаума
- Смірновський сквер

## Відомі люди
У місті народились:

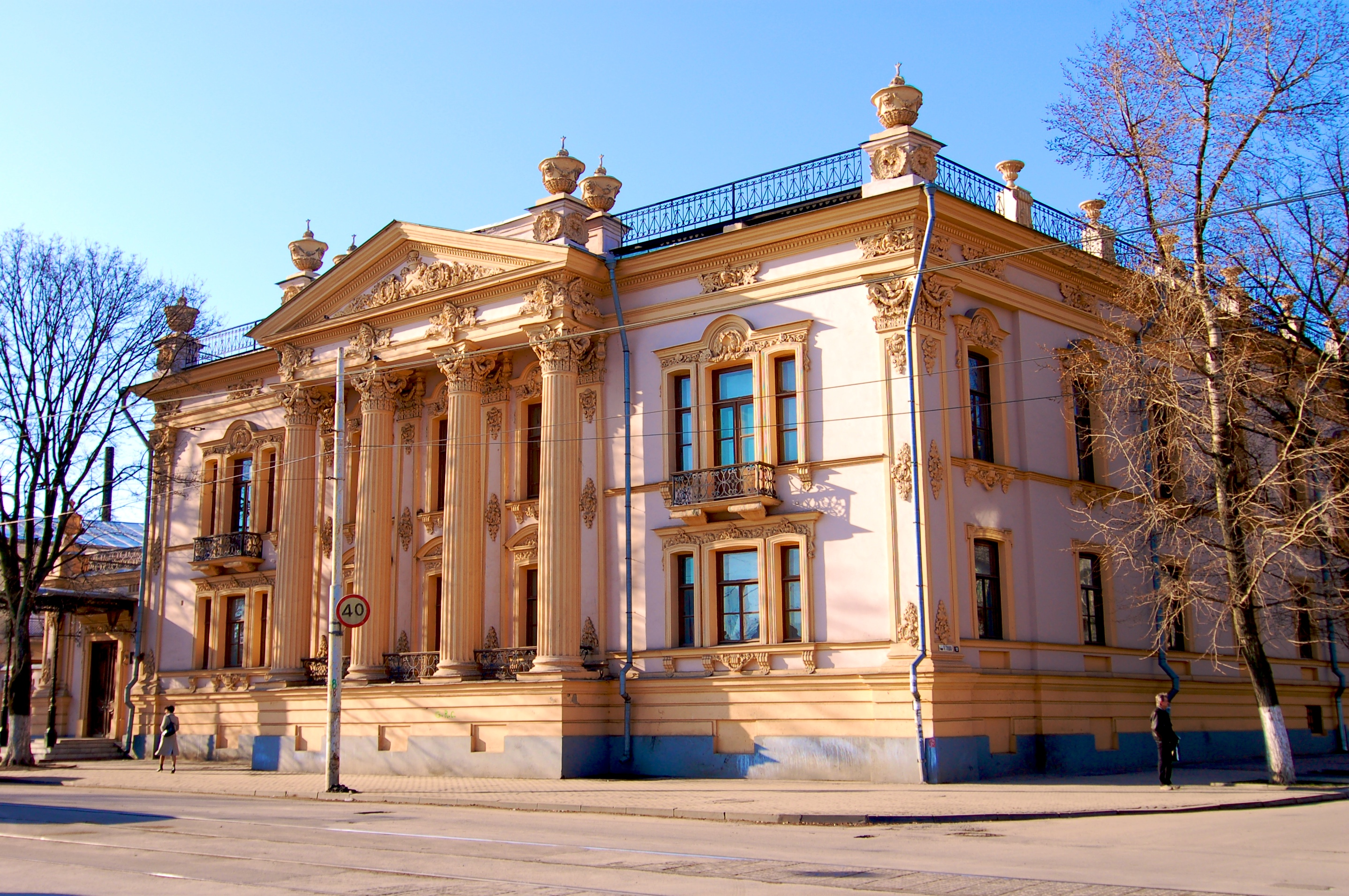
Палац Альферакі.

- Болотов Валерій Дмитрович (1970—2017) — один із лідерів проросійських сепаратистів на Сході України.
- Волончук Федір Федорович (1910—1984) — розвідник Чорноморського флоту.
- Галицький Кузьма Микитович (1897—1973) — радянський військовий діяч, генерал армії, Герой Радянського Союзу.
- Герасименко Олексій Петрович (нар. 1970) — радянський та російський футболіст.
- Гобято Леонід Миколайович (1875—1915) — російський генерал-лейтенант, винахідник міномета.
- Дерев'янко Павло Юрійович (нар. 1976) — російський актор театру і кіно.
- Добринін Микола Миколайович (нар. 1963) — російський актор.
- Добронравов Федір Вікторович (нар. 1961) — радянський і російський актор театру і кіно.
- Дьомін Сергій Петрович (нар. 1956) — український співак, народний артист України (2016).
- Етмекджиян Ашот Арутюнович (1914—1943) — радянський діяч, перший заступник голови Держбуду СРСР — міністр СРСР.
- Вільям Фредерік Ємес (1835—1918) — британський живописець.
- Жилін Віктор Степанович (1923—2009) — український радянський футболіст і тренер.
- Зазибін Микола Іванович (1903—1982) — український радянський гістолог.
- Лазарєв Григорій Митрофанович (1907—1989) — радянський, український актор.
- Кононович Олександр Костянтинович (1850—1910) — астроном.
- Вікторія Лоба — македонська співачка.
- Морозов Семен Григорович (1914—1943) — Герой Радянського Союзу.
- Осинський Валер'ян Андрійович (1852—1879) — революціонер-народник.
- Парнок Софія Яківна (1885—1933) — російська поетеса, перекладачка.
- Перестіані Іван Миколайович (1870—1959) — російський радянський актор, кінорежисер, сценарист.
- Пономарів Олександр Данилович (1935—2020) — український мовознавець, перекладач, публіцист, громадський діяч.
- Прут Йосиф Леонідович (1900—1996) — російський кінодраматург.
- Раневська Фаїна Георгіївна (1896—1984) — радянська актриса театру та кіно.
- Вітольд Ровіцький (1914—1989) — польський диригент.
- Ряснянський Михайло Олексійович (1926—2003) — український живописець.
- Стефановський Борис Сергійович (1928—1999) — доктор технічних наук, професор.
- Таніч Михайло Ісайович (1923—2008) — російський поет.
- Тараховська Єлизавета Яківна (1891—1968) — російська поетка, драматург і перекладач
- Ткаченко Ярослав Геннадійович (нар. 1968) — український архітектор.
- Федорченко Іван Михайлович (1909—1997) — український вчений радянських часів у галузі матеріалознавства, порошкової металургії та спеціальних сплавів.
- Чехов Антон Павлович (1860—1904) — російський драматург і прозаїк.
- Шаповалов Євген Петрович (1904—1977) — Герой Радянського Союзу.
- Швець Надія Федорівна (нар. 1959) — українська художниця.

Більшу частину життя тут прожив святий Павло Таганрозький (1792—1879), мощі якого зберігаються у Свято-Нікольському храмі.

## Український Таганрог

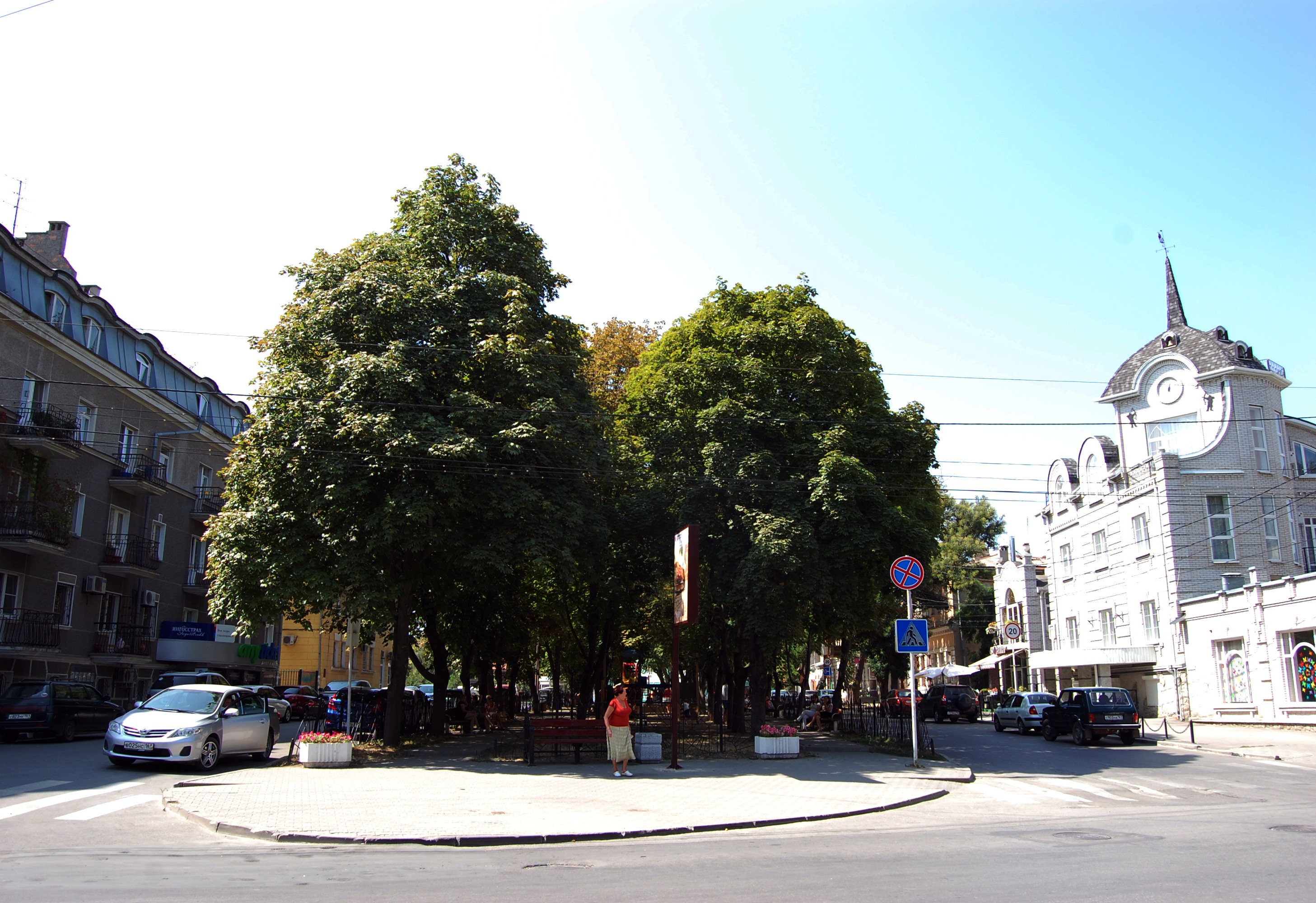
Місто Таганріг. Український провулок.

Колись тут жили давні греки, а в ХІІІ ст. недовгий час існувала італійська колонія Порто-Пізано. Османська навала знищила повністю міське життя на північному узбережжі Азовського моря. Московський цар Петро Перший, за допомогою українських козаків захопивши османський Азов 1696 року, наказав будувати нову фортецю і базу військово-морського флоту на мису Таганний Ріг, неподалік від впадіння в море річки Міус.
Будівниками і першими жителями нового міста ставали здебільшого саме українці. По-перше Україна була поблизу, по-друге, в кріпацькому Московському царстві важко було знайти потрібну кількість робочих рук, а поміщики не бажали заселювати ці землі своїми селянами, бо близькість земель запорізьких та донських козаків приваблювала кріпаків до втечі та переходу у козацтво. В Україні ще існувало вільне селянство, яке разом із незаможним козацтвом і склало ядро первісного населення Таганрозького краю.
Хоча офіційно Таганрог і не входив до складу українських земель, місцеве населення соціально й політично тяжіло до українського Запоріжжя та Гетьманщини. Коли 1708 року запорізькі козаки перейшли на бік гетьмана Мазепи у його боротьбі з Московським царством, серед мешканців Таганрога виявилося забагато симпатиків українського гетьмана. Весною 1709 року Петро Перший відправляється на Дін, аби чинити розправу над донськими козаками, що брали участь в антидержавному повстанні Кіндрата Булавіна. 22 квітня цар на судах прибув до Азова, де керував стратою багатьох повстанців, а 26 квітня був уже в Таганрозі. Виявилося, що у місті існував досить великий гурток, на чолі з місцевим протопопом, який встановив зв'язок із гетьманом Мазепою, та чекав на прихід до Таганрога шведів. Слідство над таганрозькими українцями продовжувалося два тижні, і закінчилося, як і в Азові, стратою всіх учасників антимосковського повстання.
Та перемога Петра під Полтавою дуже скоро обернулася для нього втратою й Азова, і Таганрога. Спочатку запорожці визнали над собою османський протекторат, а 1711 року, програвши османську війну, Петро Перший змушений був повернути Османській імперії всі московські надбання на узбережжі Азовського моря. Таганрог і Азов було зруйновано, а землі ці віддані турками до складу Запорізької Січі.
Повернення запорожців до Росії 1734 року негативно відбилося на долі територіальних надбань січових козаків. 1746 року місце, де знаходився колись Таганрог, було вилучене російським урядом зі складу Яланецької паланки Запорожжя, а з 1769 року тут розпочалося нове будівництво морського порту. І знову чільною силою в цьому будівництві стали українці. Головним осередком українського життя в тодішньому Таганрозі стала Троїцька слобода на околиці міста, яку заснували колишні запоріжці, і звідки кожного ранку відправлялися сотні робітників на працю до Таганрозького порту.
Місцевою аристократією Таганрога ставали українські поміщики, які скуповували землі в окрузі та заселяли їх своїми селянами з України. Адміністративно Таганрог підпорядковувався Катеринославу на Дніпрі, і був частиною спочатку Катеринославського намісництва, а потім Новоросійської і Катеринославської губерній.
Крім українців та росіян у Таганрозі жило ще багато греків. Це були так звані «понтійські греки», які за закликом російського уряду з кінця XVIII століття переселялися на відвойовані від турків землі зі своєї колишньої батьківщини — південного узбережжя Чорного моря, так званого Понту. Греки здавна займалися торгівлею, і в Таганрозі вступали до купецького стану, дуже швидко створивши своєрідний торговельно-аристократичний клан у місті. Але українська стихія Таганрозького краю не могла не охопити і греків. Як згадував відомий етнограф Володимир Богораз, який у 1870-тих роках навчався у Таганрозькій гімназії, крім справжніх прізвищ таганрозькі греки мали ще й вуличні прізвиська, які звучали виключно по-українському. Так Богораз пише про грека Лікіардопуло, якого на вулиці звали «Свиняча Шия», за те, що колись його батько чи дядько «стягнув на базарі з воза вказану частину свинячої туші». (Минув час, і забулося, хто саме скоїв цей ганебний вчинок, але його нащадку постійно нагадувалося про це, і то була дуже дієва народна педагогіка). Іншого грека, на прізвище Попандопуло, на вулиці звали «Макітра», через те, що він дійсно, своїм виглядом, був дуже схожий на цей український народний посуд.
Не було українське населення Таганрога і простою етнічною масою. Були серед таганрозьких українців і митці, які плідно працювали на ниві розвитку української культури. Уродженцем Таганрозької землі був Олександр Корсун — поет, видавець та етнограф, реформатор українського правопису, якого дуже цінував Тарас Шевченко, і який незаслужено забутий у сучасній Україні. Народився на Таганрожжі і Микола Щербина, учасник українського альманаху «Молодик». У ХХ столітті Таганрозька земля подарувала Україні видатного мовознавця (який філігранно володіє українською мовою), громадського діяча Олександра Пономарева і архітектора Ярослава Ткаченка. Ну а про «українського поета» Антона Чехова, дякуючи Віктору Януковичу тепер знають всі, і спритні дослідники без великих зусиль відшукали українське коріння в родоводі цього найбільш знаного у Росії уродженця міста Таганрога.
Бажав побувати у Таганрозі й Тарас Шевченко, плануючи в листопаді 1844 року подорож на Кубань, до свого друга, українського драматурга і майбутнього наказного отамана Чорноморського козацького війська Якова Кухаренка. «Я на те літо буду у Таганрозі, напиши, будь ласкавий, як там найти шлях до тебе, от набалакаємось!», — писав Тарас із Петербурга до кубанського отамана. На жаль, ця подорож до Донщини та Кубані так і не відбулася — замість неї український геній відправився на десять років в оренбурзькі степи, у солдатчину.
1887 року Таганрог було вилучено зі складу Катеринославської губернії та приєднано до Області війська Донського. Не зважаючи на це, Таганрозька земля і тоді, як раніш, залишалася українською етнічною територією. Згідно з першим загальноросійським переписом населення 1897 року, у Таганрозькому окрузі Області війська Донського кількість українців складала 61,7 % від всього населення, а росіян тільки 31,7 %.
Як і скрізь у Російській імперії, до 1905 року українське друковане слово і українські організації в Таганрозі були заборонені. Лише внаслідок Першої російської революції цих заборон удалося позбутися. Відразу зорганізувалася українська громада і в Таганрозі. Організоване українське життя у місті продовжувалося десять років, і було заборонено знову в 1915 році, згідно з законами воєнного часу в роки Першої світової війни. Од того часу вільного використання української мови в громадському вжитку, в сучасному Таганрозі залишилася лише одна пам'ятка, точніше пам'ятник на Старому цвинтарі міста. Напис на однієї з могил повідомляє: «Микола Кулик помер 12 вересня 1914 року, 78 літ від побачення сонця. Подай же нам, всещедрий Боже, життя як батько перейти, любов беззвучную сугубу на той світ тихий принести».
Позначилися на українському житті Таганрога і буремні події Епохи Визвольних Змагань. Весною 1918 року до Таганрога перебрався, втікаючи від німців, більшовицький уряд Радянської України, розмістившись в одному з будинків Тургенєвського провулка міста. Але вже у квітні до Таганрога увійшли німецькі війська, а в травні Українська Держава гетьмана Скоропадського оголосила про те, що Таганріг, як українська земля, повинен знаходитися у складі України, приєднавши його знову до Катеринославської губернії. Відтоді розпочалася дипломатична боротьба за Таганріг з урядом Дону, який також проголосив свою незалежність від Росії. Скоропадський вбачав у незалежному Доні українського союзника в протистоянні з більшовицькою Москвою, тому згодився на компроміс. Згідно з угодою, що була підписана 7 серпня 1918 року, Таганрог повертався до Всевеликого Війська Донського, але входив до складу особливого Таганрозького промислового району, керівництво яким здійснювала спільна донсько-українська комісія, що була дислокована у Харкові. Договір також передбачав зрівняння в політичних правах українців та донських козаків, що проживали в Донській республіці, та залишав відкритим питання про майбутнє приєднання всіх донських земель до федеративної України.
В свою чергу російські більшовики, захопивши згодом і Дон, і Україну, визнали право таганрозьких українців на існування в складі єдиної радянської України. Вирішивши втихомирити український національний рух, червона Москва вдавала з себе палкого захисника національних прав поневолених народів. 1920 року Таганрог увійшов до складу Донецької губернії Української РСР, центр якої знаходився спочатку в Луганську, а потім у Бахмуті. В складі губернії було створено Таганрізький район, який став згодом Таганрізьким повітом.
Розпочався на Таганрожжі процес українізації. 1923 року вулиця Михайлівська була перейменована на вулицю Тараса Шевченка, а Комерційний провулок, що з'єднує два береги Таганрозької затоки, став Українським провулком. На щастя, ці назви збереглися і в сучасному Таганрозі.
Цього разу в складі України Таганріг пробув чотири роки. 1924 року його знову приєднали до Росії, хоча всесоюзний перепис населення 1926 року знову показав, що Таганрозький край є етнічно українським — відсоткова кількість українців навіть збільшилася в порівнянні з переписом 1897 року, і складала тепер 71,5 %. А внаслідок Голодомору 1932—1933 рр. українців у Таганрозі стало ще більше і це посереднім чином свідчить про те, що Голодомор був штучним явищем. Не враховуючи Кубані, українські етнічні землі за межами УРСР не зазнали такого нищівного голоду, яким він був в Україні. Тисячі селян з України рятувалися на Стародубщині та Східній Слобожанщині, перетнувши адміністративний кордон УРСР з РРФСР, наче за якимось чарівництвом, люди потрапляли з країни суцільної смерті до землі більш-менш ситого існування. І не даремно радянський уряд своїми директивами забороняв українцям виїзд з УРСР та Кубані, адже занадто явно виявлявся збіг межі голоду з кордоном УРСР.
Але не зважаючи на всі кордони, люди тікали з голодної України, рятуючи життя своє та своїх родин. Таганрог був тоді значним промисловим центром, тут була можливість влаштуватися на металургійний, котельний та інші заводи. Українці самовільно заселяли землі на північній околиці Таганрога, на шляху, що прямував до українського кордону. Люди будували хати, робили собі городи навколо. Адміністрації заводів потрібні були робітники, і міська влада змушена була визнати офіційно статус нового поселення, який став називатися Північним, а дотепні українці між собою звали його «Соловки» — і за географічним становищем відносно Таганрога, і за своїм власним непевним становищем відносно майбутніх дій радянської влади.
Та врятувавши своє життя, місцеві українці не змогли врятувати свою національну ідентичність. Радянській владі не потрібні були українські етнічні райони за межами Української РСР. Тут українців змушували визнати себе росіянами, мовляв «українці живуть в Україні, а в Росії вони росіяни». Будь-який спротив у сталінському СРСР був вкрай небезпечним для людини, і люди в цьому переконалися не один раз. Наступний перепис 1939 року показав, що українська більшість зникла в Росії скрізь — на Кубані, на Східній Слобожанщині, не став винятком і Таганрозький край. А через кілька років прийшла на ці землі Друга світова війна. Зазнавши стількох випробувань, люди не зберегли своєї національної ідентичності. Українська історія Таганрога закінчилася…

## Галерея

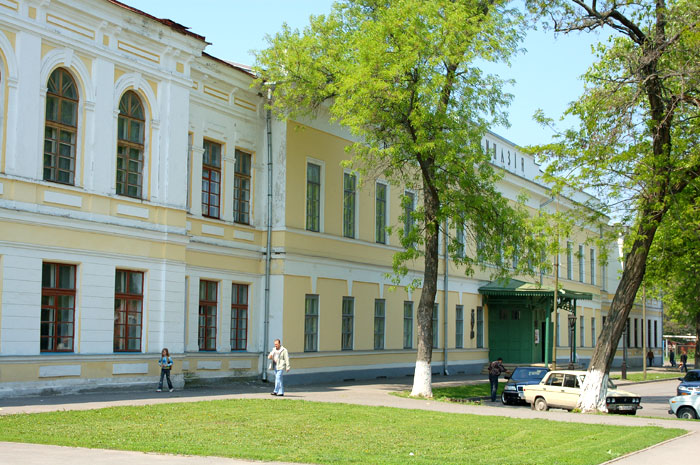
Колишня гімназія Чехова.

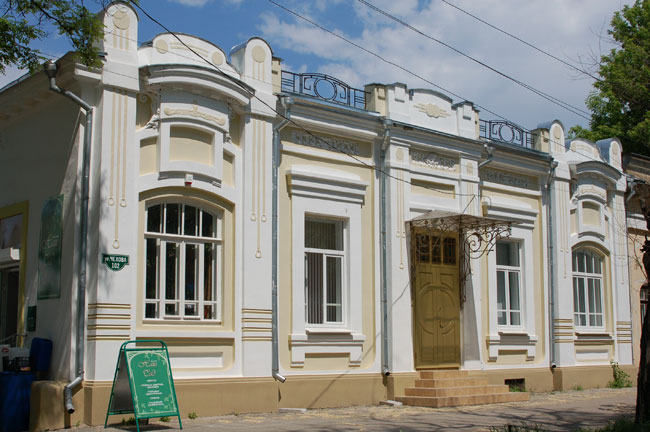
Будинок Савицького.
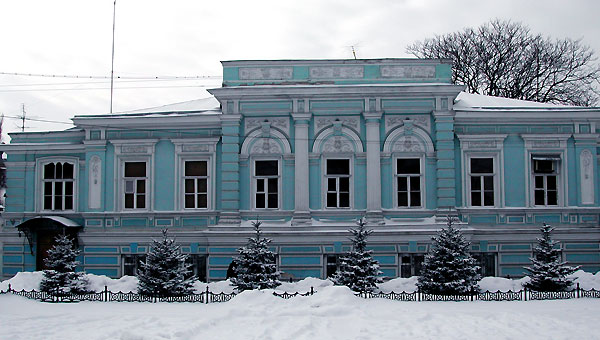
Іспанське консульство.
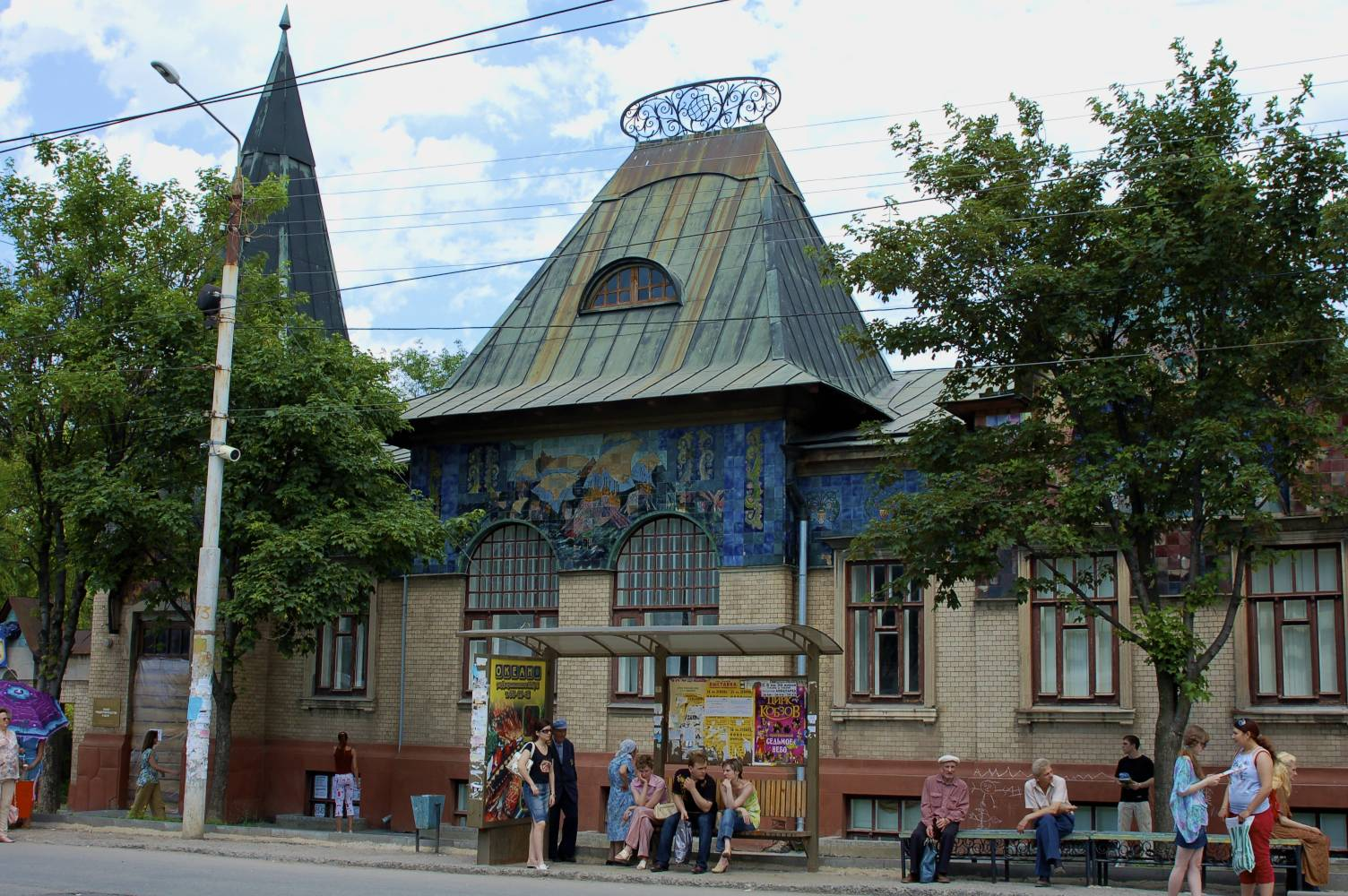
Головний фасад будинку Шаронова.
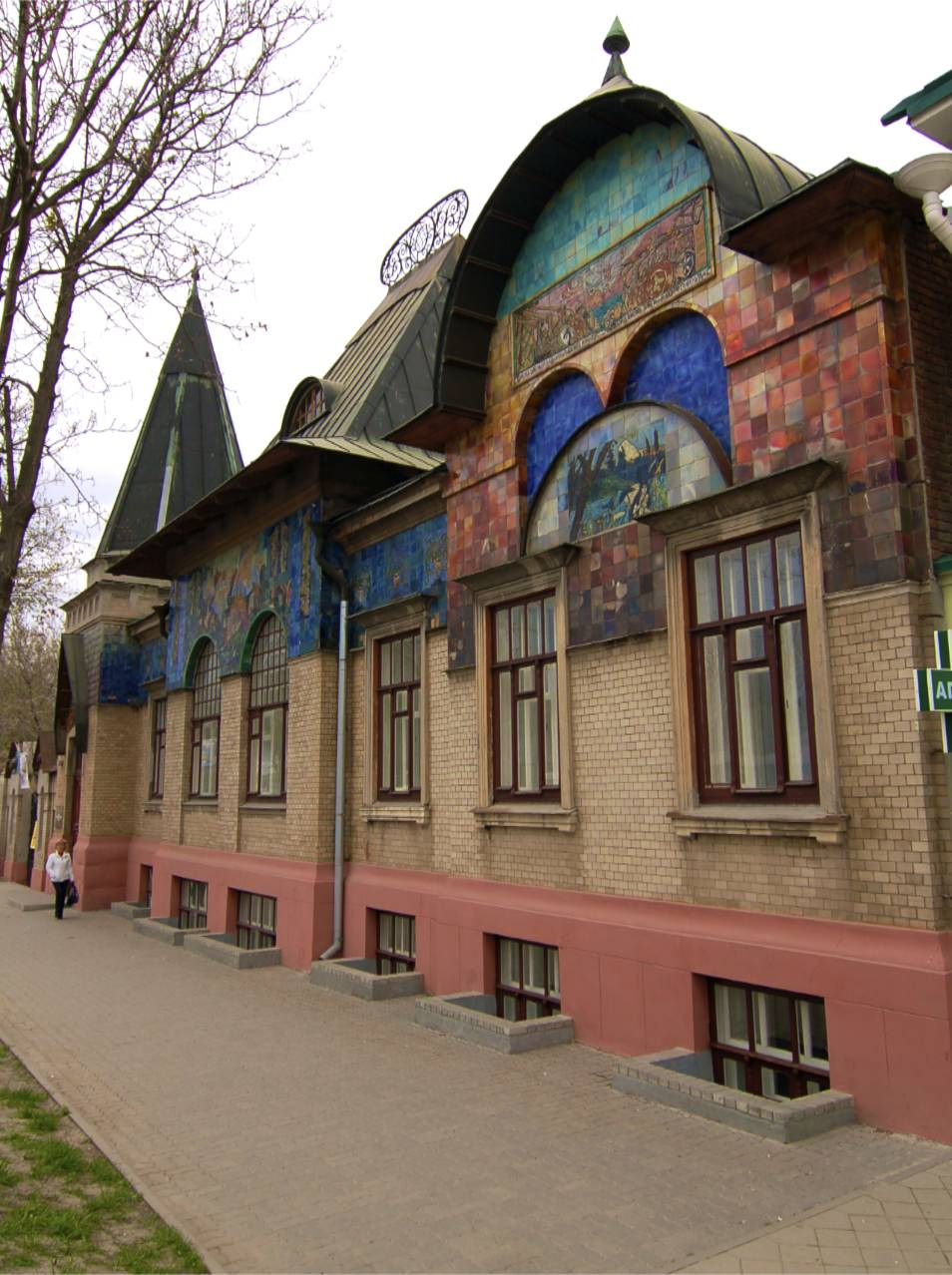
Колишній особняк Шаронова.
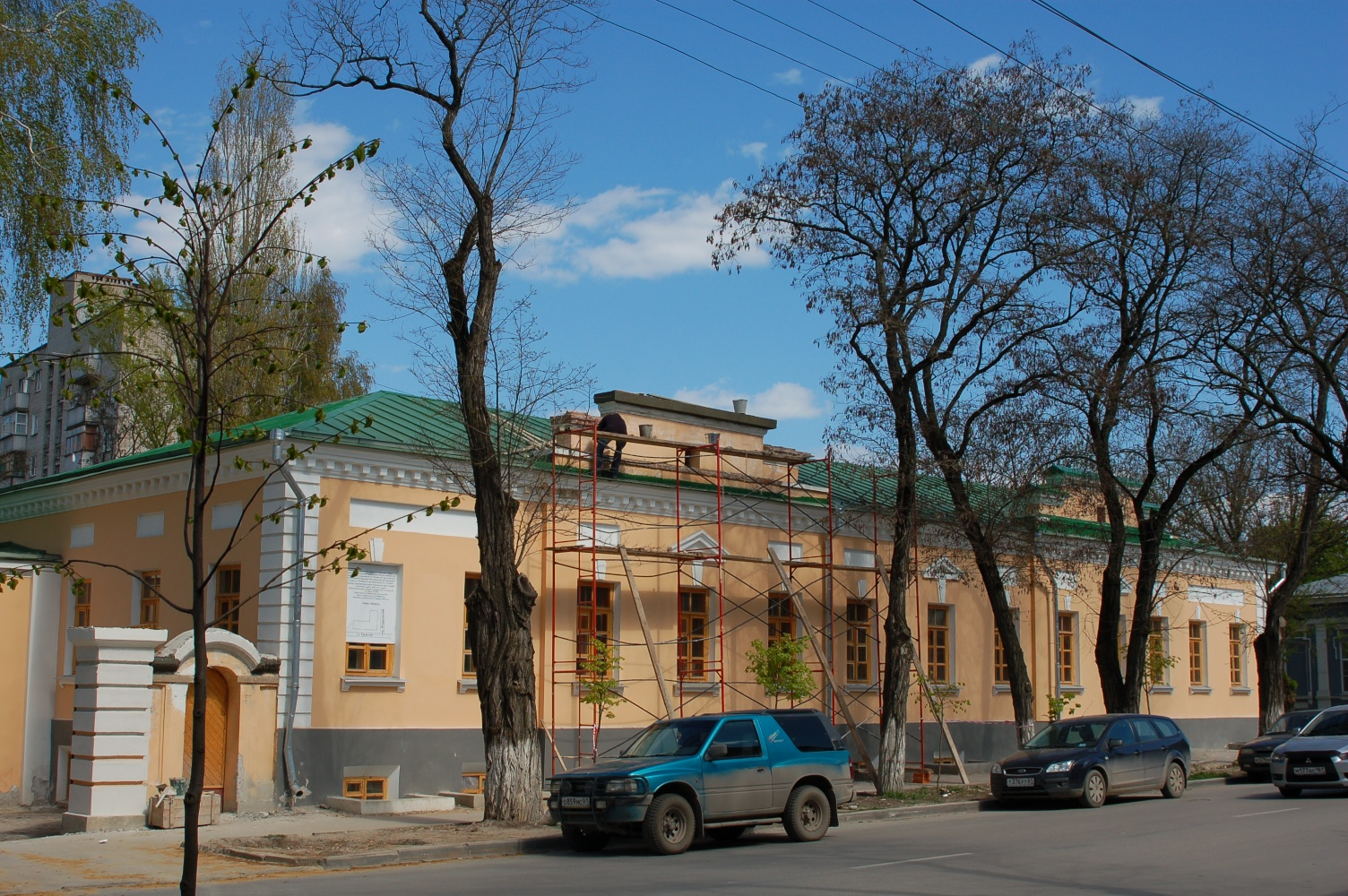
Палацик, де зупинявся цар Олександр І.
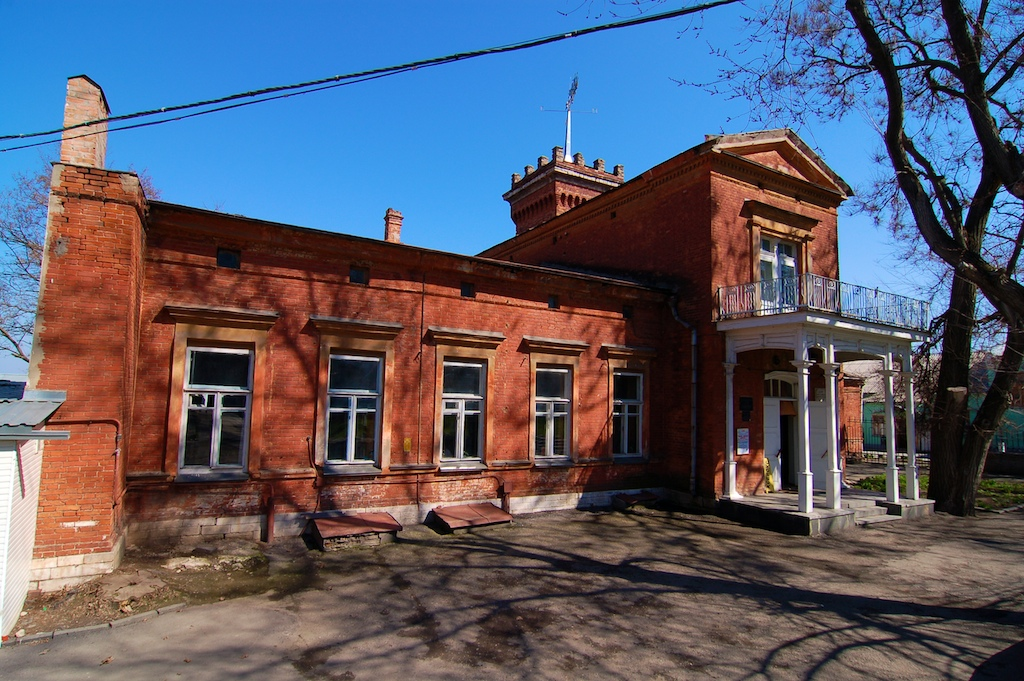
Будинок Чайковського.
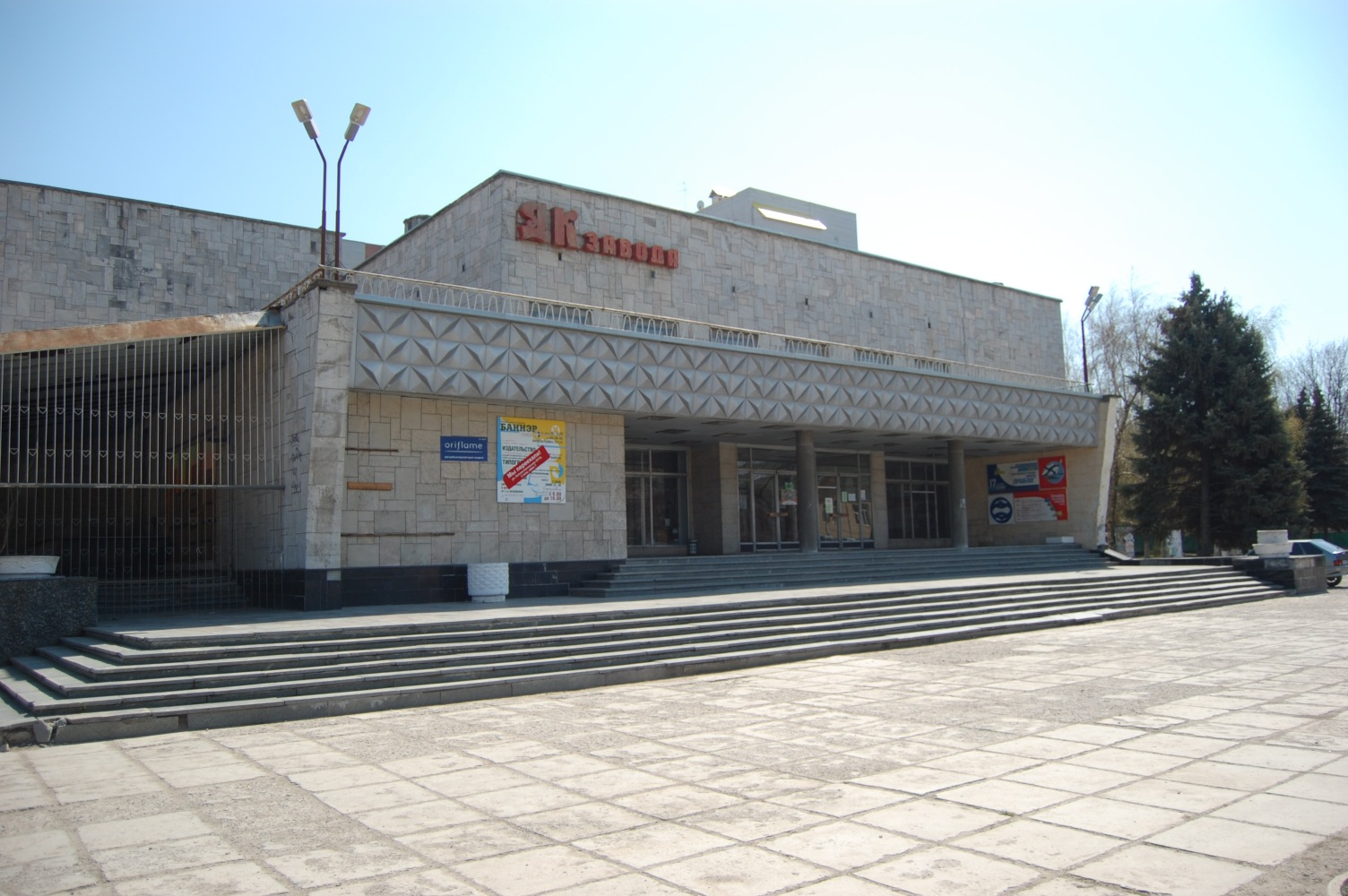
Будинок культури заводу «Прибой».
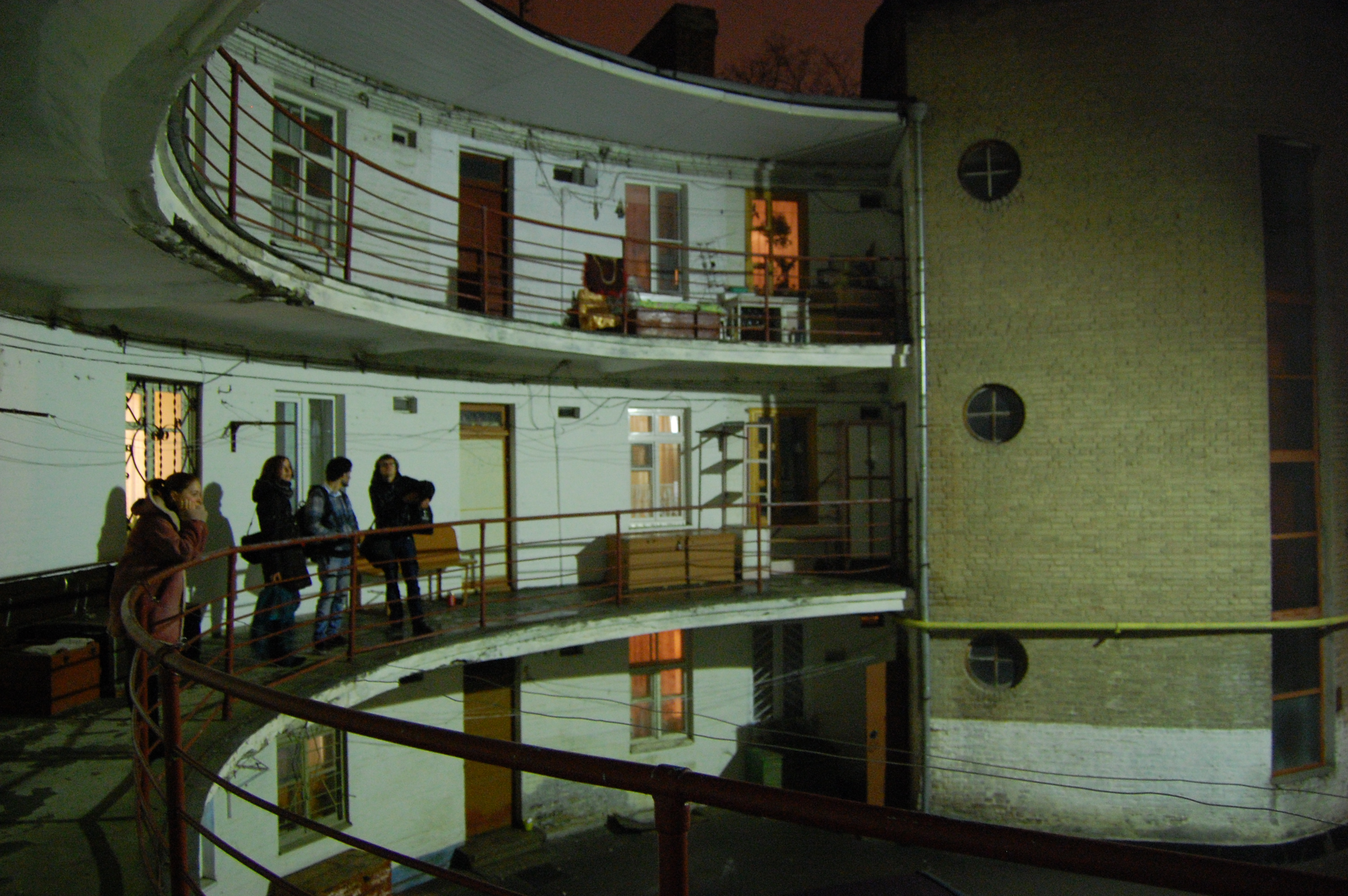
Дворик Круглого будинку.
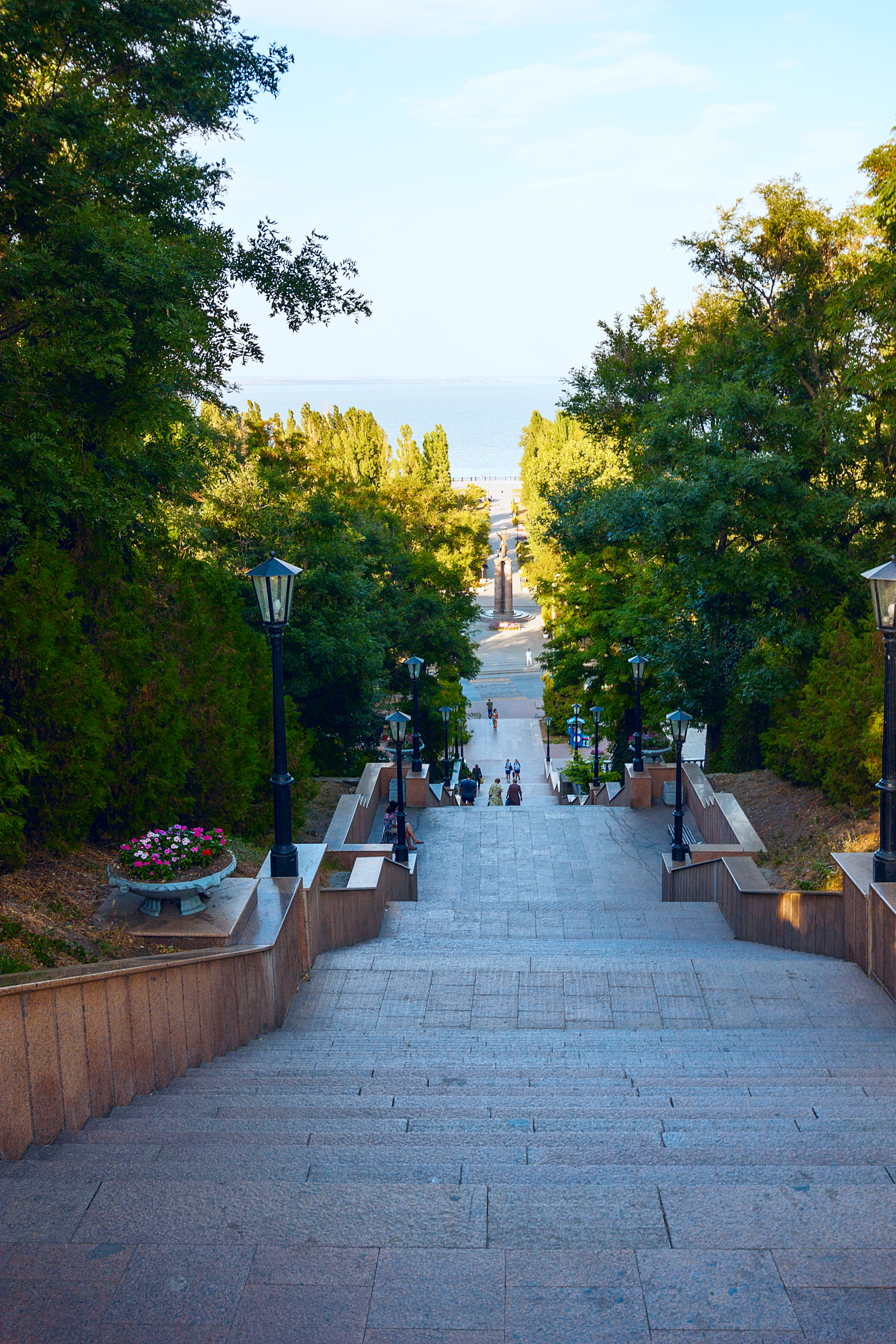
Кам'яні сходи.

## Міста-побратими і міста-партнери
- Червен Бряг, Болгарія (з 1963)
- Фліссінген, Нідерланди (з 1990 по 2011)
- Люденшайд, Німеччина (з 1991)
- Пірей, Греція (з 1995)
- Гіресун, Туреччина (з 1995)
- Стіліда, Греція (з 1999)
- Фамагуста, Кіпр (з 2000)
- Баденвайлер, Німеччина (з 2002)
- Маріуполь, Україна (з 1993)
- Одеса, Україна (з 1999)
- Цзінін, КНР (з 2009)
- Пінськ, Білорусь (з 2009)
- Харцизьк, Україна (з 2009)
- Антрацит, Україна (з 2012)